# 贾西姆·乌丁
穆罕默德·贾西姆·乌丁，孟加拉国外交官，现任孟加拉国驻中华人民共和国大使。

## 生平
1967年12月13日，乌丁出生于孟加拉。
乌丁有达卡大学社会科学荣誉学士学位和国际关系社会科学硕士学位、英国利兹大学现代国际研究硕士学位。2014年乌丁还参加了达卡国防学院为期一年的课程。
1994年4月，乌丁进入孟加拉国外交部，在外交部和驻外使团担任过不同职务。2015年至2020年担任孟加拉国驻希腊大使，兼派马耳他共和国和亚美尼亚共和国。2020年至2022年，任孟加拉国驻卡塔尔大使。
2022年9月，乌丁被任命为孟加拉国驻中华人民共和国大使。兼任驻蒙古国大使。
2023年4月24日，乌丁向中华人民共和国国家主席习近平递交国书。2023年11月17日，向蒙古国总统乌赫那·呼日勒苏赫递交国书。
乌丁已婚，育有一子一女。